# قندشکن
قندشکن ابزاری است که با آن کله قند را خرد می‌کنند.
قندشکن به دو صورت سنتی و صنعتی ساخته شده است.
در مدل سنتی بیشتر به شکل چکش مانند که با آن کله قند را به تکه‌های کوچک تقسیم می‌کنند ساخته می‌شود ولی نوع دیگری از این وسیله موجود است که به شکل تیشه کوچک یا گازانبر با لبه‌های تیز برای شکستن قند است، ساخته می‌شود.
مدل صنعتی آن عمدتا شامل یک خط کامل از برش کله قند و دستگاه خرد کن و سرند می باشد که اولین بار در سال ۱۳۸۸ هجری شمسی توسط آقای محمد محمدی سلیم کندی در ارومیه ساخته شد و بعدها در اکثر نقاط ایران سازنده های مختلف آن را نیز تولید کردند.
قندشکن سنتی از صنایع دستی استان زنجان است.